# Barrachina
Barrachina település Spanyolországban, Teruel tartományban. Barrachina Calamocha, Torrecilla del Rebollar, Torre los Negros és Cosa községekkel határos. Lakosainak száma 115 fő (2024).

## Népesség
A település lakosságának változását az alábbi diagram mutatja:
| Lakosok száma | 162  | 164  | 150  | 157  | 143  | 137  | 121  | 112  | 116  | 115  |
|               | 2001 | 2004 | 2007 | 2009 | 2012 | 2014 | 2017 | 2019 | 2022 | 2024 |